# Macromia cydippe
Macromia cydippe – gatunek ważki z rodziny Macromiidae.